# Lökö
Lökö este o arie protejată (arie specială de conservare — SAC, sit de importanță comunitară — SCI) din Finlanda întinsă pe o suprafață de 10,68 ha, integral pe uscat.

## Localizare
Centrul sitului Lökö este situat la coordonatele 60°22′39″N 19°43′10″E / 60.3775°N 19.719444°E.

## Înființare
Situl Lökö a fost declarat sit de importanță comunitară în octombrie 1997 pentru a proteja un număr necunoscut de specii din flora spontană și fauna sălbatică aflate în arealul zonei. Situl a fost protejat și ca arie specială de conservare în decembrie 2015.

## Biodiversitate
Situată în ecoregiunea boreală, aria protejată conține 1 habitat natural: Taiga vestică.
La baza desemnării sitului se află un număr nedeclarat de specii protejate.
Pe lângă speciile protejate, pe teritoriul sitului au mai fost identificate 2 specii de păsări.